# Vipperow
Vipperow era un municipio del Distrito de los Lagos de Mecklemburgo, situado en el estado federado de Mecklemburgo-Pomerania Occidental (Alemania).
El 26 de mayo de 2019 se fusionó con Ludorf para formar el nuevo municipio de Südmüritz.